# PFC 크릴리야 소베토프 사마라
PFC 크릴리야 소베토프 사마라(러시아어: Профессиональный футбольный клуб "Крылья Советов" Самара)는 러시아의 축구 클럽으로 1942년에 창단되었다. 연고지는 유럽 러시아의 남부에 위치한 사마라이다. 최고성적은 2004 시즌의 러시아 프리미어리그 3위이다.

## 역사
크릴리야 소베토프는 1942년에 창단되었다. 처음 참가한 대회는 1944년 USSR컵으로 32강전에서 탈락하였다. 1945년에 USSR 2부 리그에 참가하면서 처음으로 리그에 참여하였다. 1946년에는 USSR의 최고 리그에 참가하게 되었다.

## 역대 성적
- USSR컵 준우승 : 2

1953, 1964
- 러시아 컵 준우승 : 1

2003-04

## 선수 명단

### 현역
참고: FIFA 자격 규정에 따라 소속된 국가대표팀 국기를 표시합니다. 선수는 복수의 FIFA 비회원국 국적을 가지고 있을 수 있습니다.
| 번호 | 포지션 | 국적     | 이름          |
| ---- | ------ | -------- | ------------- |
| 25   | DF     | 벨라루스 | 키릴 페체닌   |
| 34   | MF     | 조지아   | 루카 가그니제 |

| 번호 | 포지션 | 국적 | 이름 |
| ---- | ------ | ---- | ---- |

## 역대 감독
| 감독              | 임기        |
| ----------------- | ----------- |
| 레오니트 슬루츠키 | 2008 ~ 2009 |